# La Paz (Uruguai)

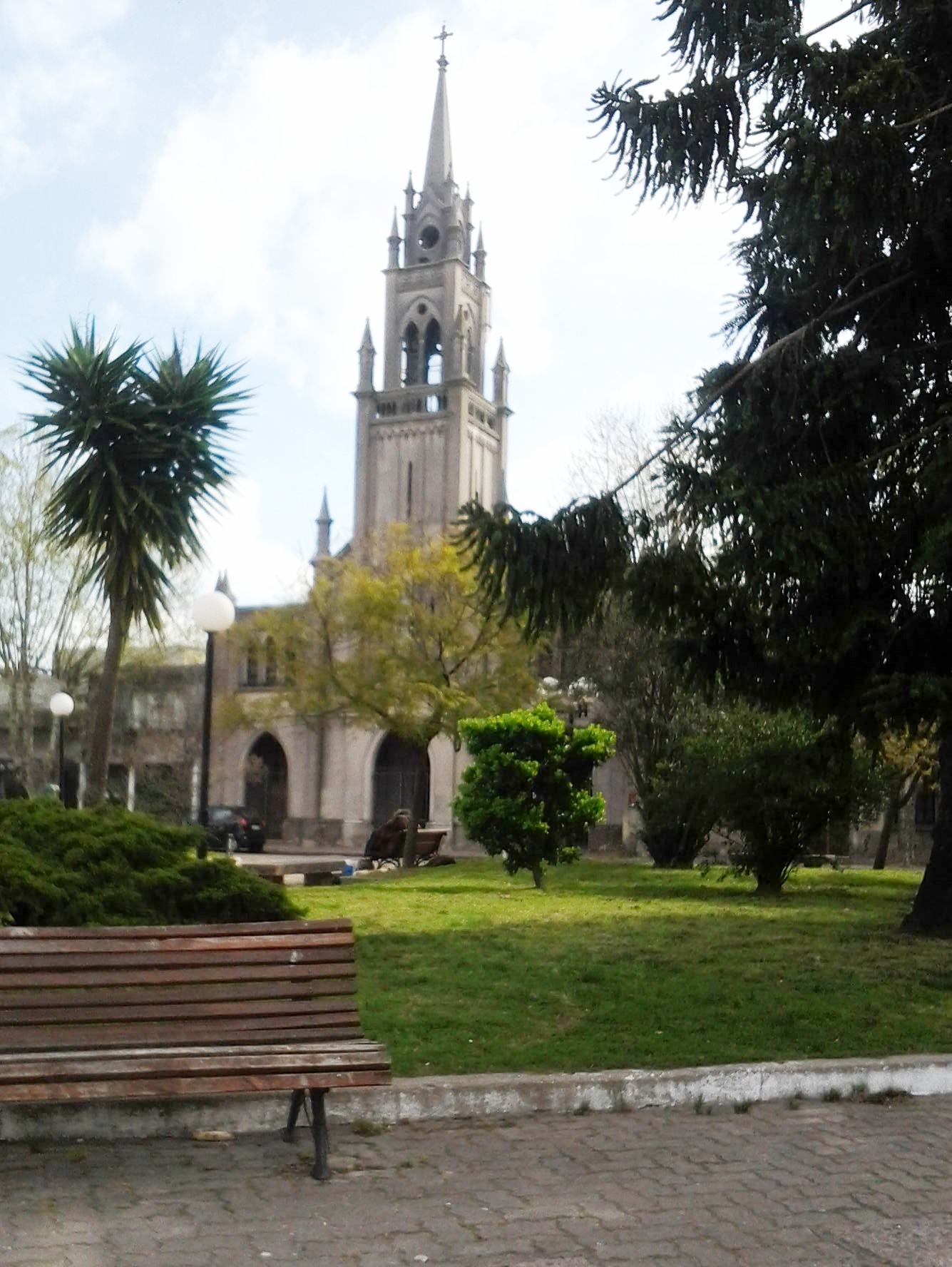
Praça e Paróquia da cidade de La Paz (Canelones-Uruguai)

La Paz é uma cidade do Uruguai localizada no departamento de Canelones.